# Liceum Ogólnokształcące nr III im. Władysława Broniewskiego w Ostrowcu Świętokrzyskim
Liceum Ogólnokształcące nr III im. Władysława Broniewskiego w Ostrowcu Świętokrzyskim – jedno z ostrowieckich liceów.

## Historia
Szkoła powstała ze Szkoły Podstawowej nr 1. Początkiem był rok 1947, kiedy utworzono jedną klasę licealną – VIII. Okazało się jednak, iż z uwagi na brak odpowiedniej kadry uczniowie tej klasy musieli kontynuować naukę w innych liceach. Dopiero od 1950 r. stopniowo zaczęły powstawać klasy licealne. Szkoła przez długi czas funkcjonowała jako 11-latka (poziom podstawowy I-VII i licealny VIII-XI). Odłączenie Szkoły Podstawowej nr I oraz przejście jej oddziałów do nowego gmachu przy ul. Zielnej pozwoliło całkowicie usamodzielnić się III Liceum Ogólnokształcącemu. W 1912 powstała męska szkoła miejska – poprzedniczka późniejszej Szkoły Powszechnej nr l im. Marszałka Józefa Piłsudskiego; szkoły, która jako jedyna otrzymała w okresie międzywojennym własny nowoczesny gmach w pełni przystosowany do funkcji oświatowych (pozostałe były w budynkach dzierżawionych lub adaptowanych), w którym liceum mieściło się do 1970 r.  
Uroczystość zakończenia roku szkolnego 1984/1985 połączona została z odsłonięciem płaskorzeźby Władysława Broniewskiego i wmurowaniem aktu erekcyjnego pod budowę hali sportowej. Odsłonięcia płaskorzeźby patrona szkoły dokonali prezydent Ostrowca, Włodzimierz Milcarz i żona patrona szkoły - Wanda Broniewska. 
W roku szkolnym 2010/2011 miała miejsce uroczystość poświęcenia repliki sztandaru szkoły.

## Pozycja w rankingu czasopismaPerspektywy
Rankingi szkół czasopisma Perspektywy, znane jako Perspektywy Licea i Technika, to coroczne zestawienia, które oceniają szkoły średnie w Polsce, w tym licea ogólnokształcące. Magazyn Perspektywy bierze pod uwagę takie czynniki jak wyniki matury, sukcesy w olimpiadach i inne wskaźniki (np. liczba uczniów na jednego nauczyciela czy poziom nauczania). Odznaki (Złota Szkoła, Srebrna Szkoła, Brązowa Szkoła) są przyznawane szkołom, które osiągają wysokie wyniki w rankingu.  
Według rankingu czasopisma Perspektywy w zestawieniu z 2025 roku Liceum Ogólnokształcące nr III im. Władysława Broniewskiego znalazło się na 622. miejscu w Polsce uzyskując odznakę Brązowej Szkoły. Był to awans w ogólnopolskim rankingu liceów ogólnokształcących z 746. pozycji w 2024 r., 738. w 2023 r. oraz 708. w 2022 roku.
W skali województwa świętokrzyskiego, na którego terenie znajduje się szkoła, liceum w tym samym rankingu uzyskało w 2025 roku miejsce 17. Na terenie Ostrowca Świętokrzyskiego lepsze w tym zestawieniu okazało się Liceum Ogólnokształcące nr III im. Joachima Chreptowicza (Złota Szkoła), znajdujące się na 5. miejscu w województwie oraz Niepubliczne Liceum Ogólnokształcące im. Stanisława Konarskiego (Srebrna Szkoła), które w tym rankingu było na 6. pozycji w województwie.

## Znani uczniowie i absolwenci
- Jarosław Kita – historyk, profesor Uniwersytetu Łódzkiego
- Andrzej Kryj – polityk, nauczyciel i samorządowiec, wicestarosta ostrowiecki, poseł na Sejm VIII, IX i X kadencji
- Leszek Leszczyński – prawnik, profesor, sędzia Naczelnego Sądu Administracyjnego[6]
- Halina Skoczyńska-Rakowska – aktorka teatralna i filmowa[potrzebny przypis].